# 聖維森特 (馬德拉)

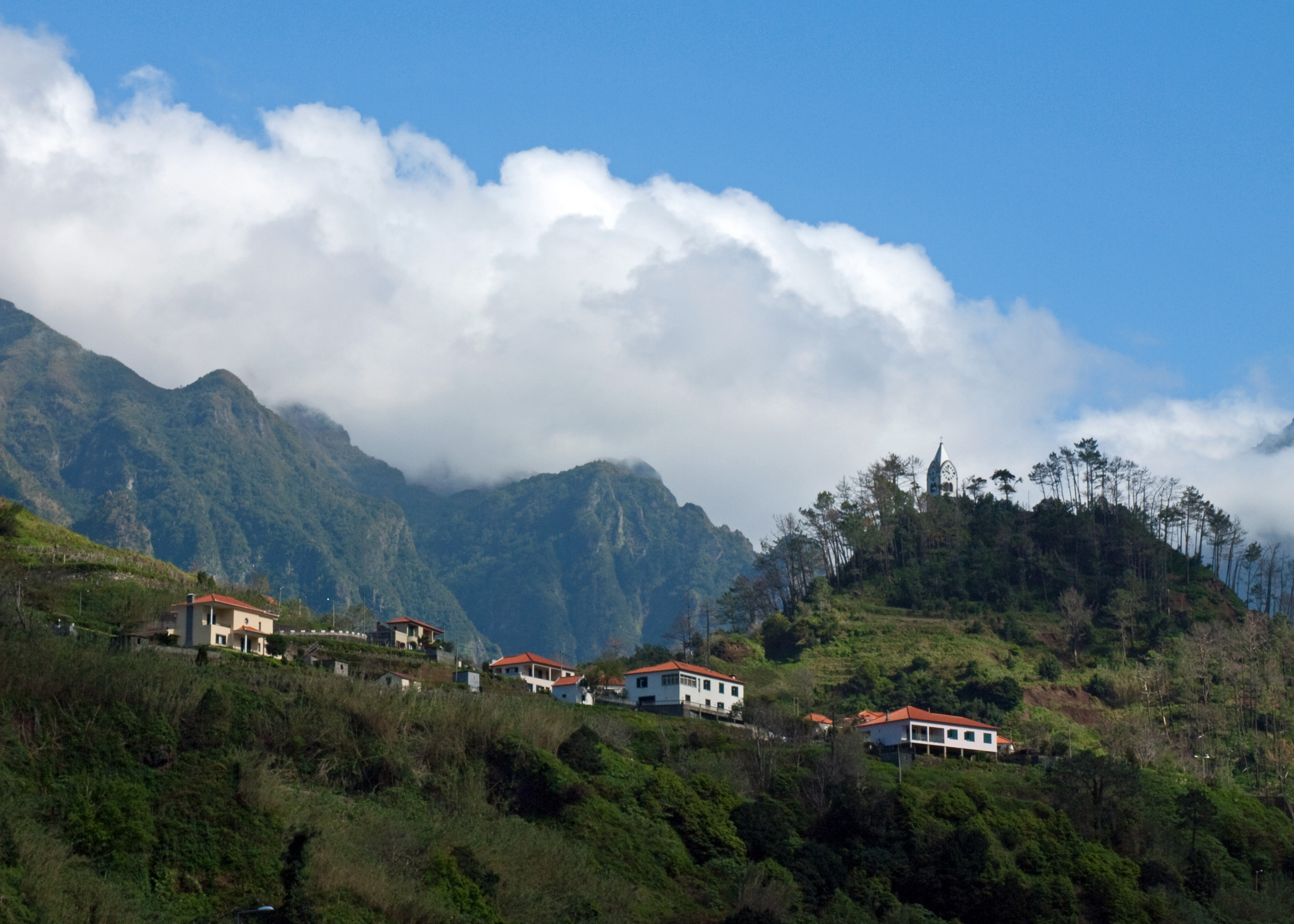

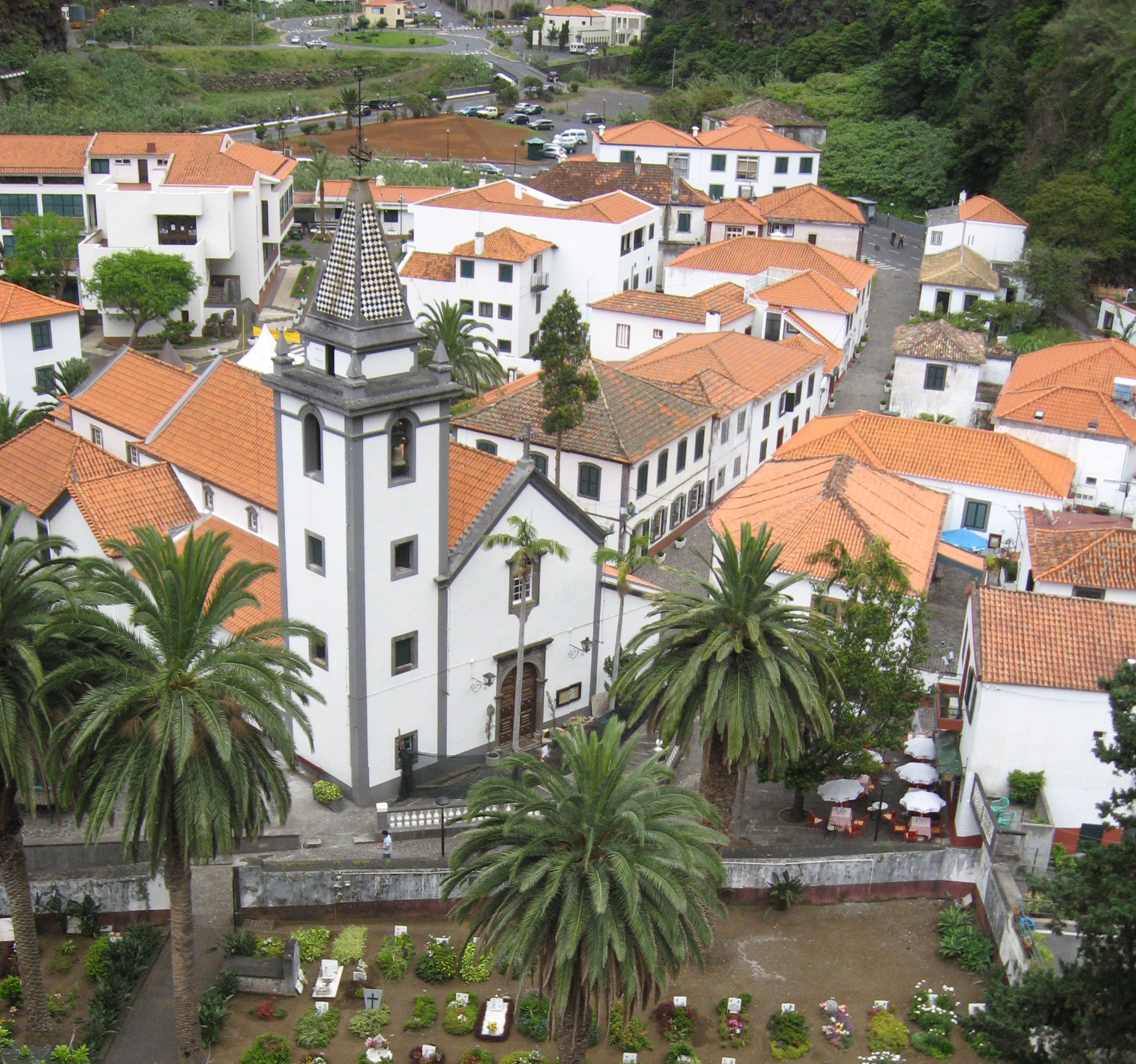

聖維森特（葡萄牙語：São Vicente），是葡萄牙的城鎮，位於馬德拉島西北岸，始建於1744年，面積78.82平方公里，海拔高度10米，每年平均降雨量287毫米，2011年人口5,723，人口密度每平方公里72.61人。
32°46′26″N 17°1′54″W / 32.77389°N 17.03167°W